# Naineris nannobranchia
Naineris nannobranchia är en ringmaskart som beskrevs av Chamberlin 1919. Naineris nannobranchia ingår i släktet Naineris och familjen Orbiniidae. Inga underarter finns listade i Catalogue of Life.